# Johan Laidoner
Johan Laidoner (Viiratsi, 12 februari 1884 – Vladimir, 13 maart 1953) was een Estische generaal. Hij was drie maal opperbevelhebber van de Estische Landmacht: in de jaren 1918-1920 tijdens de Estische Onafhankelijkheidsoorlog, gedurende korte tijd in de jaren 1924-1925 en in de jaren 1934-1940. In die laatste periode was hij de rechterhand van president Konstantin Päts bij diens autoritaire bewind.

## Opleiding

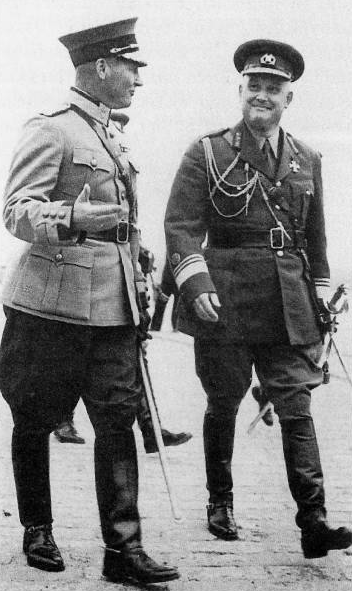
Johan Laidoner (rechts) en Hugo Österman, de bevelhebber van het Finse leger, in Tallinn in 1938

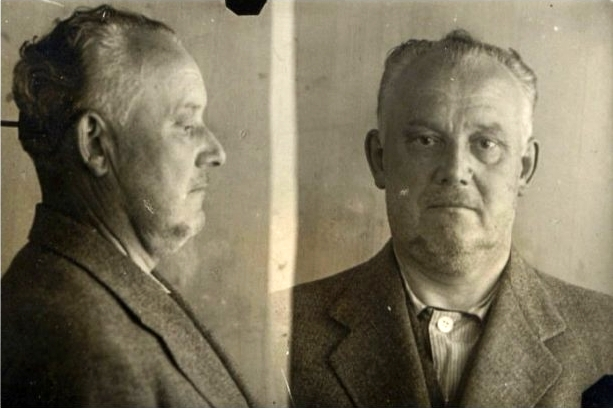
Johan Laidoner na zijn arrestatie door de NKVD (1941)

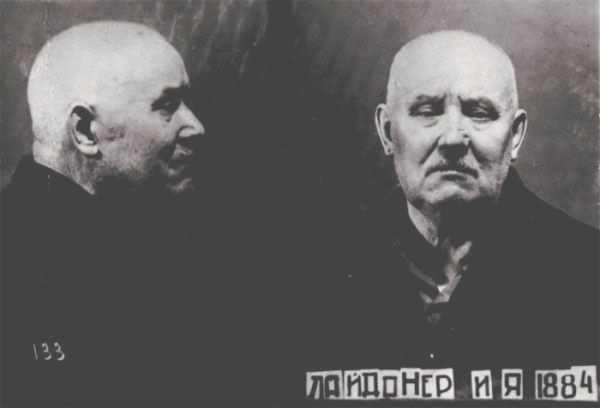
De laatst bekende foto van Johan Laidoner in een Sovjetgevangenis (1952)

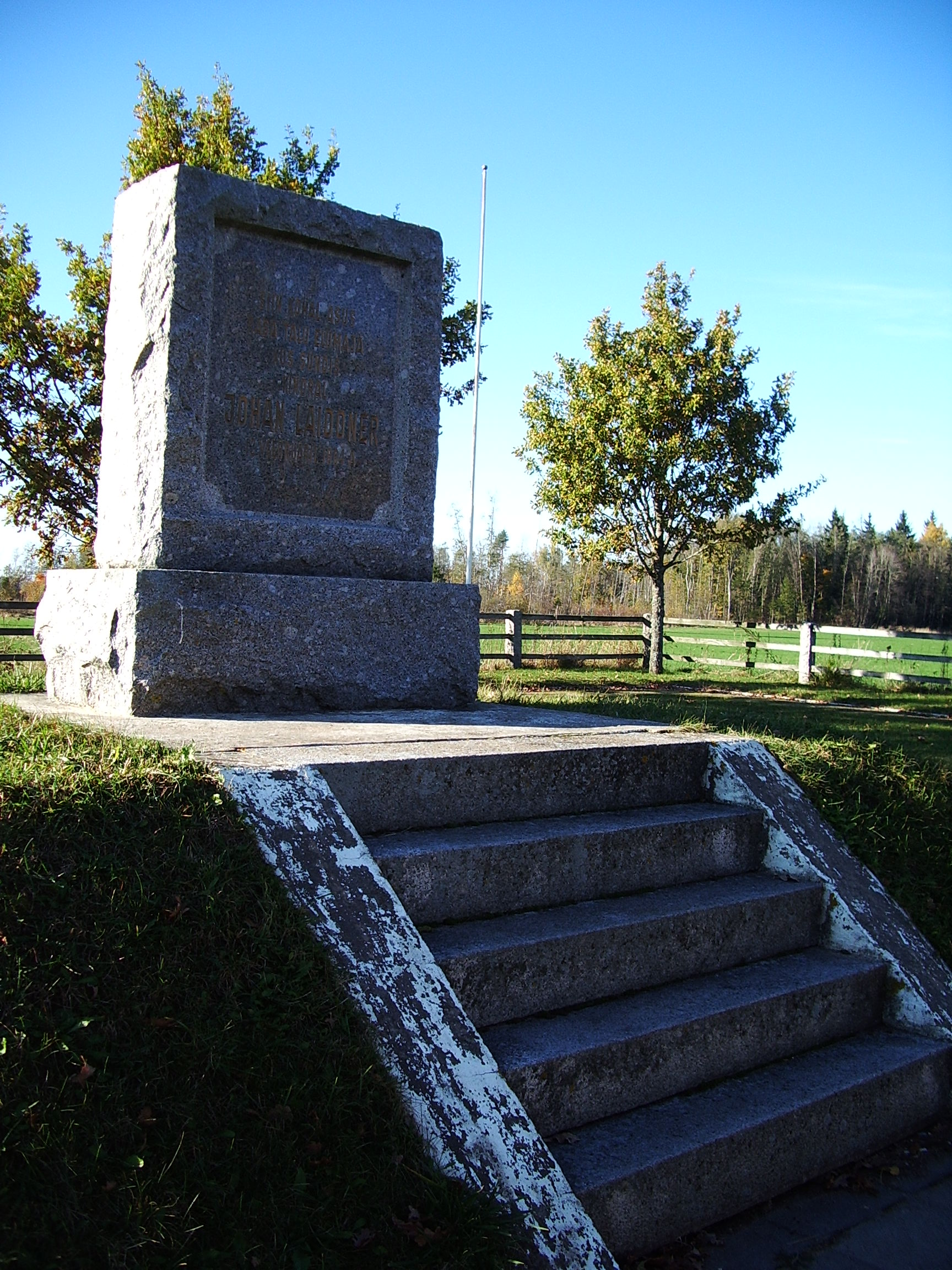
Monument voor Laidoner bij de boerderij Raba, zijn geboorteplaats

Laidoner werd geboren in 1884 op de boerderij Raba in de buurt van Viiratsi in de provincie Viljandimaa (de boerderij behoort nu tot het dorp Vardja). Viiratsi hoorde toen bij het gouvernement Lijfland in het keizerrijk Rusland. Als jongen werkte hij gedurende het zomerseizoen als herder en ging hij gedurende de rest van het jaar naar school. In 1901 trad hij toe tot het leger. Zijn eerste standplaats was Kowno (Kaunas in het huidige Litouwen) als lid van een infanterieregiment. In 1902 begon hij een studie aan de militaire academie in Wilno (nu Vilnius). In die stad ontmoette hij zijn latere vrouw Maria Kruszewska (1888-1978), een  Poolse. Ze trouwden in 1911. In 1905 voltooide Laidoner zijn opleiding; tussen 1909 en 1912 volgde hij een vervolgopleiding aan de Tsaar Nicolaas Militaire Academie in Sint-Petersburg, die opleidde voor een functie bij de Russische Generale Staf.

## Rol in de onafhankelijkheidsoorlog
Na zijn afstuderen aan de Tsaar Nicolaas Militaire Academie kreeg Laidoner de rang van luitenant-kolonel in het Russische Leger. Vóór de val van het Russische keizerrijk behaalde hij een aantal onderscheidingen.
Tot het begin van de Eerste Wereldoorlog was zijn standplaats Jerevan; tijdens de oorlog had hij staffuncties in Galicië, Wit-Rusland en de Kaukasus. Tussen december 1917 en februari 1918 voerde hij het bevel over de eerste Estische infanteriedivisie in het Russische leger. Toen de bolsjewieken, sinds kort de machthebbers in Rusland, hem uit die functie hadden ontslagen, trad hij op als vertegenwoordiger voor de voorlopige regering van Estland in Sovjet-Rusland.
Toen in november 1918 de Estische Onafhankelijkheidsoorlog begon, keerde Laidoner via Finland naar Estland terug. Op 14 december kreeg hij de leiding over de militaire operaties, op 23 december werd hij tot opperbevelhebber van het Estische leger benoemd. Laidoner wist in korte tijd een sterk leger op te bouwen, dat, met enige hulp van vooral Finse vrijwilligers, de bolsjewieken uit Estland wist te verdrijven. Het Estische leger maakte daarbij met succes gebruik van pantsertreinen. Vanaf april 1919 werd er nauwelijks meer gevochten op Estisch grondgebied. Wel opereerde het Estische leger in de nabuurstaten Rusland en Letland. Laidoner stichtte in 1919 ook een Estische militaire academie en een museum gewijd aan de Estische Onafhankelijkheidsoorlog.
Op 2 februari 1920 tekenden Estland en Sovjet-Rusland de Vrede van Tartu. Laidoner, in 1919 bevorderd tot generaal-majoor en begin 1920 tot luitenant-generaal, legde op 27 maart 1920 zijn functie als opperbevelhebber neer.

## 1920-1934
Na het neerleggen van zijn opperbevelhebberschap vervulde Laidoner verschillende functies: voorzitter van een aantal commissies, waaronder het Estische Olympisch Comité, met onderbrekingen tussen 1920 en 1929 parlementslid voor de Boerenunie, de partij van de latere president Konstantin Päts, en Estisch afgevaardigde bij de Volkenbond.
Hij kwam even terug als opperbevelhebber op 1 december 1924, toen de Estische communistische partij onder Jaan Anvelt een staatsgreep probeerde te plegen en de regering de noodtoestand uitriep. De putschisten waren binnen een paar uur verslagen. In januari 1925 legde Laidoner zijn functie weer neer.
In hetzelfde jaar bemiddelde hij namens de Volkenbond bij een grensdispuut tussen Turkije en het toenmalige Britse protectoraat Irak. In 1926 resulteerde dit in een verdrag. Daarbij kwam de betwiste stad Mosoel aan Irak.

## Opnieuw opperbevelhebber
In 1933 kwam in Estland de VAPS (Eesti Vabadussõjalaste Liit) op, een buitenparlementaire pressiegroep van oud-strijders uit de Estse Onafhankelijkheidsoorlog. Een door de VAPS afgedwongen referendum leverde in oktober 1933 een meerderheid op voor een nieuwe grondwet, die grote macht toekende aan een president, een functie die in Estland nog niet bestond. De VAPS zette nu een politieke partij op, die in het begin van 1934 grote successen boekte in lokale verkiezingen. Toen trok de zittende staatsoudste Konstantin Päts alle macht naar zich toe. Op 27 februari 1934 vaardigde hij een verbod voor militairen uit om zich bezig te houden met politiek. Op 12 maart riep hij de noodtoestand uit, iets waartoe de nieuwe grondwet hem de bevoegdheid gaf. Op dezelfde dag benoemde hij Laidoner opnieuw tot opperbevelhebber. De VAPS werd verboden en rond de 400 leden werden gearresteerd.
In de jaren 1934 en 1935 rekende Päts met steun van Laidoner af met alle oppositie. In oktober 1934 stelde hij het parlement op non-actief. In december 1934 stelde hij perscensuur in. In  februari 1935 zette hij de Patriottische Liga (Isamaaliit) op ter vervanging van de politieke partijen, die in de maand daarna verboden werden. De noodtoestand was oorspronkelijk uitgeroepen voor een half jaar, maar werd na september 1934 ieder jaar met een jaar verlengd. In december 1935 liet Päts nog eens 750 aanhangers van de VAPS arresteren, omdat ze een staatsgreep zouden hebben voorbereid. De gearresteerden kregen lange gevangenisstraffen opgelegd, maar kregen in 1937 allemaal gratie.
Päts zette een systeem van corporatistische instituties op, dat hij had afgekeken van het fascistische Italië. In 1936 liet hij een referendum houden over een nieuwe grondwet, die met 76% van de stemmen werd aangenomen, en verkiezingen voor een Nationale Assemblee, waaraan alleen de Patriottische Liga mocht meedoen. De nieuw verkozen Assemblee keurde in 1937 Päts' grondwet goed. Deze voorzag in een soort Tweede Kamer en een soort Eerste Kamer, die samen de president zouden kiezen. De Eerste Kamer, de Riiginõukogu, werd voor een deel door Päts benoemd; Laidoner was een van de door hem benoemde afgevaardigden.
Op 3 september 1937 ging een overgangsperiode in; Päts kreeg de titel ‘rijkslandvoogd’ (riigihoidja). Op 24 en 25 februari 1938 werd het nieuwe parlement verkozen en op 23 april 1938 werd Päts door de beide kamers tot president benoemd.
Op 24 februari 1939 kreeg Laidoner de rang van generaal. Op 28 september 1939 moest hij echter machteloos toezien toen de Sovjet-Unie Estland dwong een verdrag van wederzijdse bijstand te ondertekenen, waarmee het land Sovjettroepen en militaire bases op zijn grondgebied moest dulden.

## Tijdens de Sovjetbezetting
Na de bezetting van Estland door de Sovjet-Unie op 17 juni 1940 werd Laidoner al spoedig (op 22 juni 1940) uit zijn functie gezet. In juli werden hij en zijn vrouw gearresteerd en naar het Russische Penza gedeporteerd. Het jaar daarop werd hij nogmaals gearresteerd. De rest van zijn leven bracht hij door in Sovjetgevangenissen. Hij overleed op 13 maart 1953 in de gevangenis van Vladimir.
Zijn vrouw Maria werd kort daarop vrijgelaten en mocht in 1961 terugkeren naar Estland, waar ze in 1978 overleed.

## Erkenning
Laidoner werd tijdens zijn loopbaan vele malen gedecoreerd, niet alleen door Estland, maar ook door Duitsland, Finland, Frankrijk, Groot-Brittannië, Letland, Litouwen, Polen en Zweden. Een groot deel van zijn onderscheidingen werd tijdens de Sovjetbezetting het land uit gesmokkeld en daarna bewaard in de Verenigde Staten. In 2004 werden ze aan de Estische staat geschonken.
Bij de boerderij Raba in de buurt van Viiratsi, waar Laidoner geboren werd, staat een monument, en in Viljandi een ruiterstandbeeld ter ere van hem. Het in 1919 gestichte museum voor de Estische Onafhankelijkheidsoorlog, dat in 1940 gesloten werd, is in 2001 opnieuw opgericht en kreeg toen de naam Estisch Oorlogsmuseum – Generaal Laidoner Museum (Estisch: Eesti Sõjamuuseum – Kindral Laidoneri Muuseum). Het is gevestigd in Viimsi in de gelijknamige gemeente, in een landhuis dat vroeger toebehoorde aan generaal Laidoner.
In 2009 gaf de Estische postdienst een postzegel uit met het portret van Laidoner.

### Lijst van onderscheidingen

#### Estland
- Orde van het Adelaarskruis, 1e klasse
- Orde van het Estische Rode Kruis, 1e klasse
- Orde van het Vrijheidskruis, 1e klasse, 1e en 2e graad
- Orde van de Witte Ster, speciale sjerp

#### Russisch Keizerrijk
- Eervol Gouden zwaard van Sint-Joris
- Orde van Sint-Anna, 2e en 4e klasse
- Orde van Sint-Stanislaus, 2e klasse
- Orde van Sint-Vladimir, 4e klasse

#### Andere landen
- Orde van de Witte Roos, grootkruis (Finland)
- Legioen van Eer, commandeur (Frankrijk)
- Militaire Orde van Lačplēsis, 1e, 2e en 3e klasse (Letland)
- Orde van Vytautas de Grote, grootkruis (Litouwen)
- Orde van de Witte Adelaar (Polen)
- Orde Polonia Restituta, grootkruis (Polen)
- Virtuti Militari, 5e klasse (Polen)
- Orde van Sint-Michaël en Sint-George, ridder-commandeur (Verenigd Koninkrijk)
- Orde van het Zwaard, grootkruis (Zweden)
- Duits Olympisch Ereteken, 1e klasse (Duitsland)